# Carlo Lambert
Carlo Lambert, né vers 1907 et mort au champ d'honneur le 10 mai 1940, est un sculpteur-statuaire belge.

## Biographie

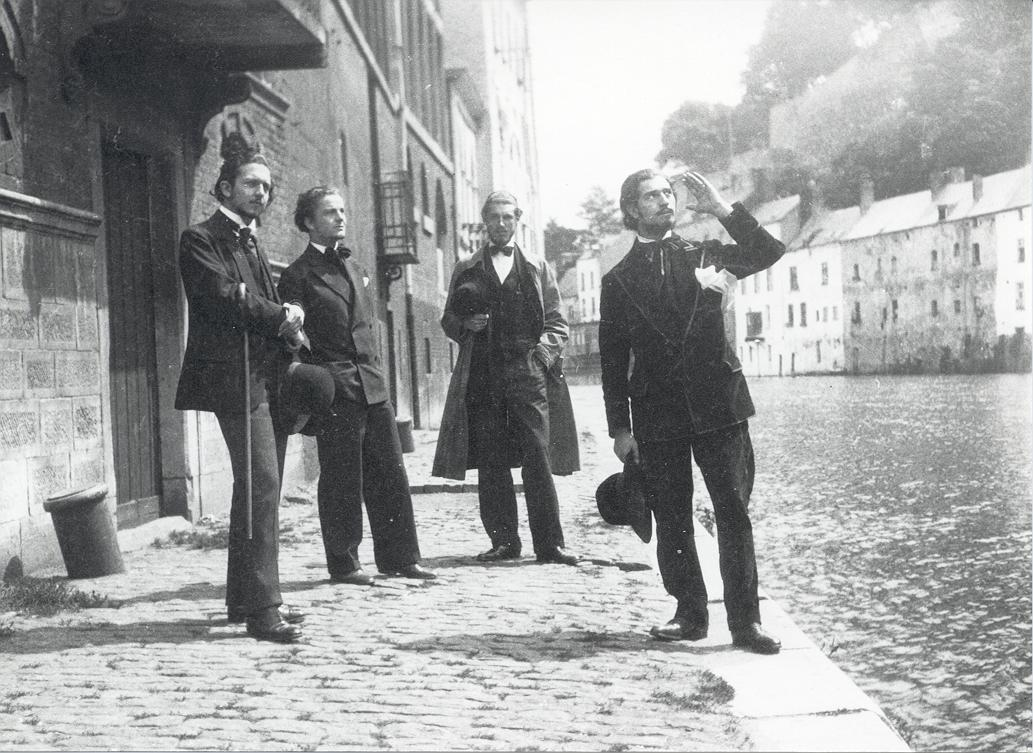
Groupe à Namur (27 juillet 1930) : de gauche à droite : le poète Jean Groffier, un personnage non encore identifié, l'architecte Léon van Dievoet et le sculpteur Carlo Lambert regardant le ciel.

Il meurt le 10 mai 1940, premier jour de l'invasion allemande, en défendant sa patrie le long du canal Albert, et fut le premier soldat belge tué lors de l'offensive allemande.
D'après sa carte de visite, il habitait la ville de Namur, rue Haute Marcelle, 45.
Il était le mari d'Éva Fontaine, morte en 1955, qui deviendra une grande Résistante, agent de liaison à Bruxelles d'Eugen Fried dit Clément, puis membre des partisans armés.

## Son œuvre
Il avait exposé avec le cercle Le Progrès en 1928, 1929 et 1932.
En 1929, il participe au Salon de Paris où il présente une sculpture intitulée "Le Lierre" illustrant une métamorphose d'Ovide et représentant le corps d'un homme musculeux et fusionnant lentement avec le lierre qu'il est en train de devenir.
Bien introduit dans les cénacles littéraires et intellectuels, il fréquentait le poète Jean Groffier, participait au cercle de sa revue Tribune et était un ami de l'architecte Léon van Dievoet.

## Galerie

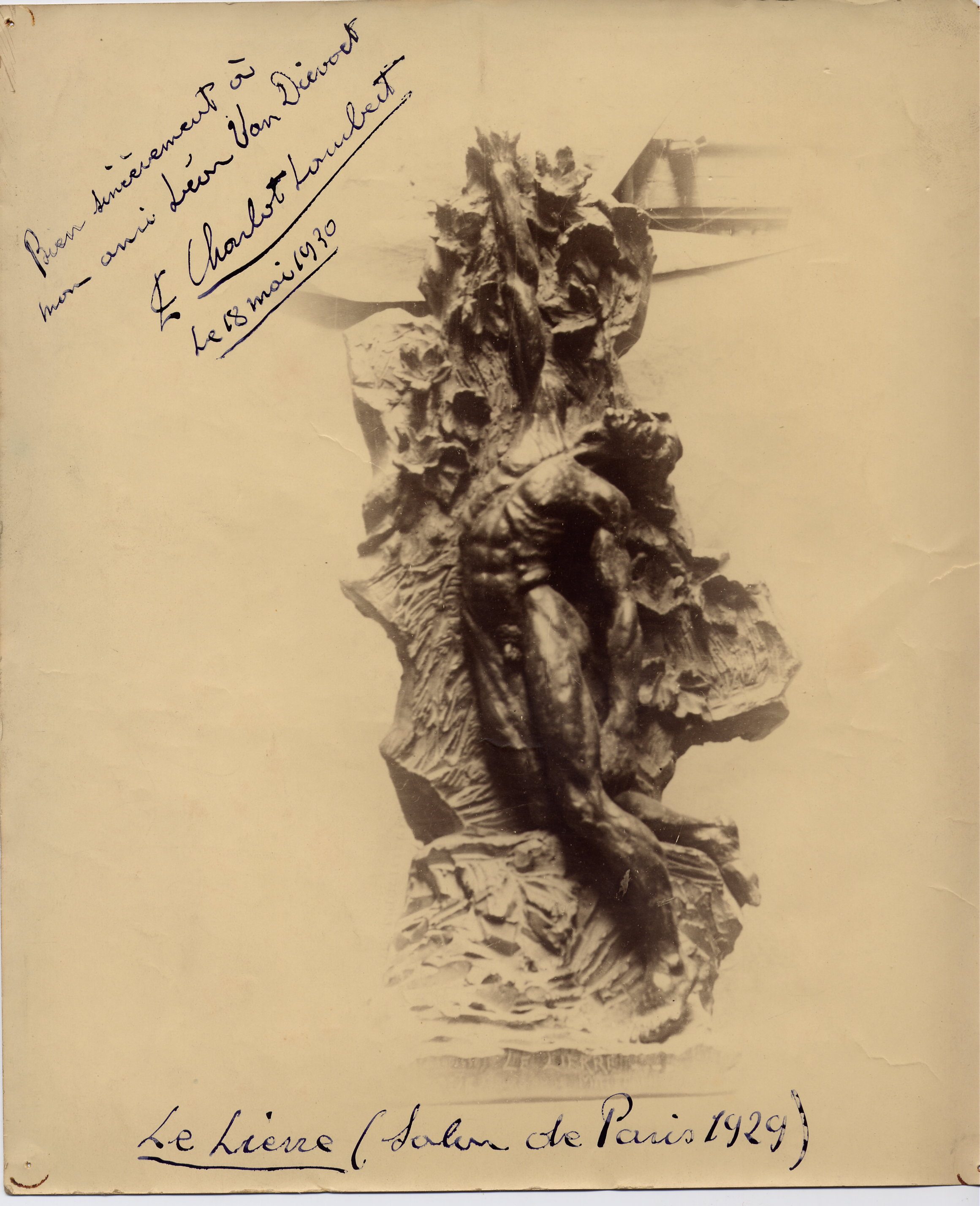
"Le Lierre", sculpture par Carlo Lambert, Salon de Paris de 1929.
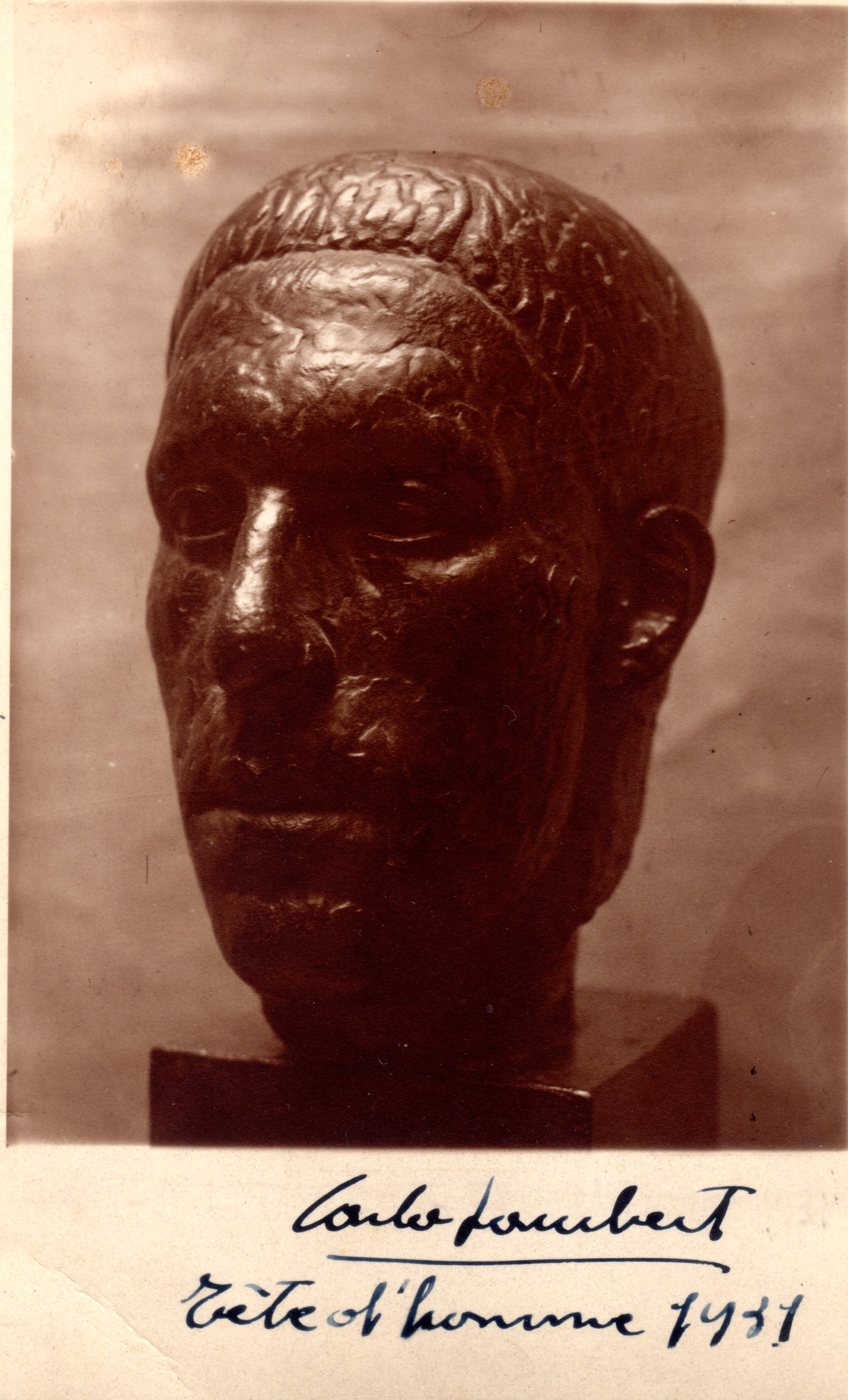
Tête d'homme, buste par Carlo Lambert, 1931.